# Krukow, Herzogtum Lauenburg
Krukow là một đô thị thuộc huyện Lauenburg, trong bang Schleswig-Holstein, nước Đức. Đô thị Krukow, Herzogtum Lauenburg có diện tích 7,94 km², dân số thời điểm 31 tháng 12 năm 2006 là 190 người.